# 北村礼
北村 礼（きたむら れい、2009年5月1日 - ）は、日本の女子サッカー選手。INAC神戸レオンチーナ所属。ポジションはディフェンダー。

## 経歴・人物
香港出身。

### ユース
小学校で奈良県のジュニアチーム「YF NARATESORO」に所属してサッカーを始め、小学校4年まで同チームに在籍した。小学校高学年で兵庫県神戸市へ移り、地元のジュニアチーム「センアーノ神戸ジュニア」に18期生として入団。
中学校進学により、INAC神戸レオネッサのジュニアユースチームであるINAC神戸テゾーロに入団。2023年の「高円宮妃杯 JFA 第28回全日本U-15女子サッカー選手権大会」ではテゾーロのセンターバックとして出場し、決勝ではJFAアカデミー福島に敗れたが、大会準優勝という結果を得た。
2024年、テゾーロ所属のままトップチームのレオネッサへ育成組織TOP可選手として登録され、WEリーグなどのトップクラス公式戦に出場出来る資格を得た。皇后杯 JFA 第46回全日本女子サッカー選手権大会準決勝の三菱重工浦和レッズレディース戦（サンガスタジアム by KYOCERA）で、後半からヴィアン・サンプソンとの交代でピッチに立ち、公式戦初出場を果たした。

### 代表
U-16日本女子代表
2024年3月にモンテギュー国際大会に参加するU-16日本女子代表に召集され、本大会ではグループリーグB 第2戦のスウェーデン戦に先発出場を果たし、U-16日本女子代表はこの大会で優勝を飾っている。
翌2025年4月に行われたモンテギュー国際大会に参加したU-16日本女子代表にも選出され、日本の2年連続優勝に貢献した。

## 個人成績

### クラブ
| クラブ             | シーズン | リーグ | 背番号 | リーグ戦 | リーグ戦 | カップ戦 | カップ戦 | リーグ杯 | リーグ杯 | AFC  | AFC  | 合計 | 合計 |
| クラブ             | シーズン | リーグ | 背番号 | 出場     | 得点     | 出場     | 得点     | 出場     | 得点     | 出場 | 得点 | 出場 | 得点 |
| ------------------ | -------- | ------ | ------ | -------- | -------- | -------- | -------- | -------- | -------- | ---- | ---- | ---- | ---- |
| INAC神戸レオネッサ | 2024-25  | WE     | 53     | 0        | 0        | 1        | 0        | 0        | 0        | -    | -    | 1    | 0    |
| INAC神戸レオネッサ | 2025/26  | WE     | 44     |          |          |          |          |          |          | -    | -    |      |      |
| INAC神戸レオネッサ | 通算     | 通算   | 通算   | 0        | 0        | 1        | 0        | 0        | 0        | 0    | 0    | 1    | 0    |
| 通算               | 日本     | 日本   | 1部    | 0        | 0        | 1        | 0        | 0        | 0        | 0    | 0    | 1    | 0    |
| 総通算             | 総通算   | 総通算 | 総通算 | 0        | 0        | 1        | 0        | 0        | 0        | 0    | 0    | 1    | 0    |